# Niederönz
Niederönz is een gemeente en plaats in het Zwitserse kanton Bern, en maakt deel uit van het district Oberaargau.
Niederönz telt 1.548 inwoners.